# Diapoma
Diapoma és un gènere de peixos de la família dels caràcids i de l'ordre dels caraciformes.

## Taxonomia
- Diapoma speculiferum (Cope, 1894)[2]
- Diapoma terofali (Géry, 1964)[3][4][5][6][7][8][9][10]